# Pinulasma
Pinulasma is een geslacht van sponsdieren uit de klasse van de Hexactinellida.

## Soort
- Pinulasma fistulosom Reiswig & Stone, 2013